# Йод (літера гебрайської абетки)
| Фінікійська | Звичайна | Звичайна | Курсив |
| ----------- | -------- | -------- | ------ |
|             | י        | י        |        |

Йод (івр. יוד) — десята літера гебрайської абетки.
Має числове значення 10. В івриті вона позначає звук [j].
Як «матрес лекціоніс» означає голосний [iː].

## Unicode
| Unicode Codepoint | U+05d9            |
| Unicode-Name      | HEBREW LETTER YOD |
| HTML              | &#1497;           |
| ISO 8859-8        | 0xe9              |